# Fiqh

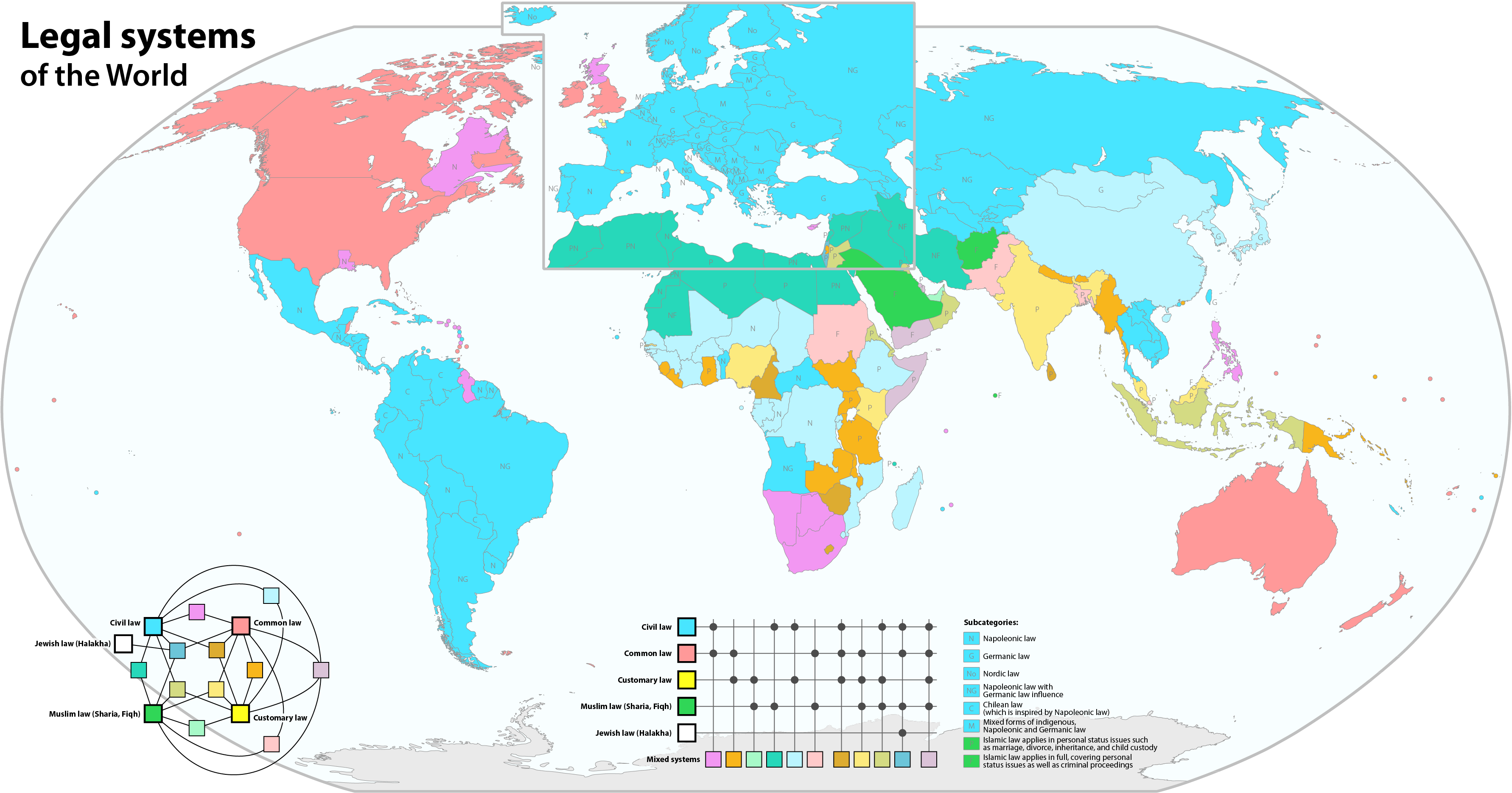
Sistemi legali nel mondo.

Il fiqh (in arabo فقه‎?, [fɪqh]) è la giurisprudenza islamica che nasce dal prosieguo del lavoro di istituzione della shari'a. Nel corso della storia l'Islam ha riconosciuto l'esigenza di leggi conformi agli insegnamenti del Corano e del profeta Maometto; fu dunque necessario raccogliere detti e fatti autentici attribuiti a Maometto, per redigere leggi secondo l'attendibilità degli ḥadīth.
Lo storico Ibn Khaldun definisce il fiqh come la «conoscenza dei comandamenti di Dio [inerenti a] le azioni, qualificate come wājib (‘obbligatorie’), ḥarām (‘vietate’), mandūb (‘raccomandate’), makrūḥ (‘disapprovate’) o mubāḥ (‘indifferenti’)».

## Le scuole giuridiche sunnite

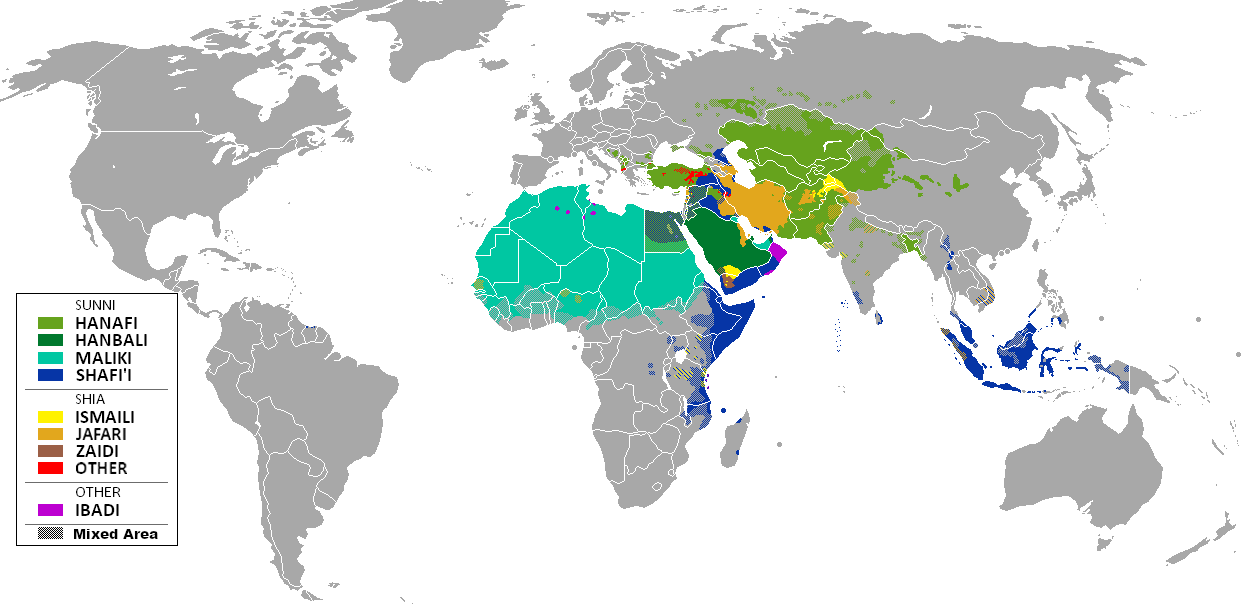
Scuole giuridiche islamiche

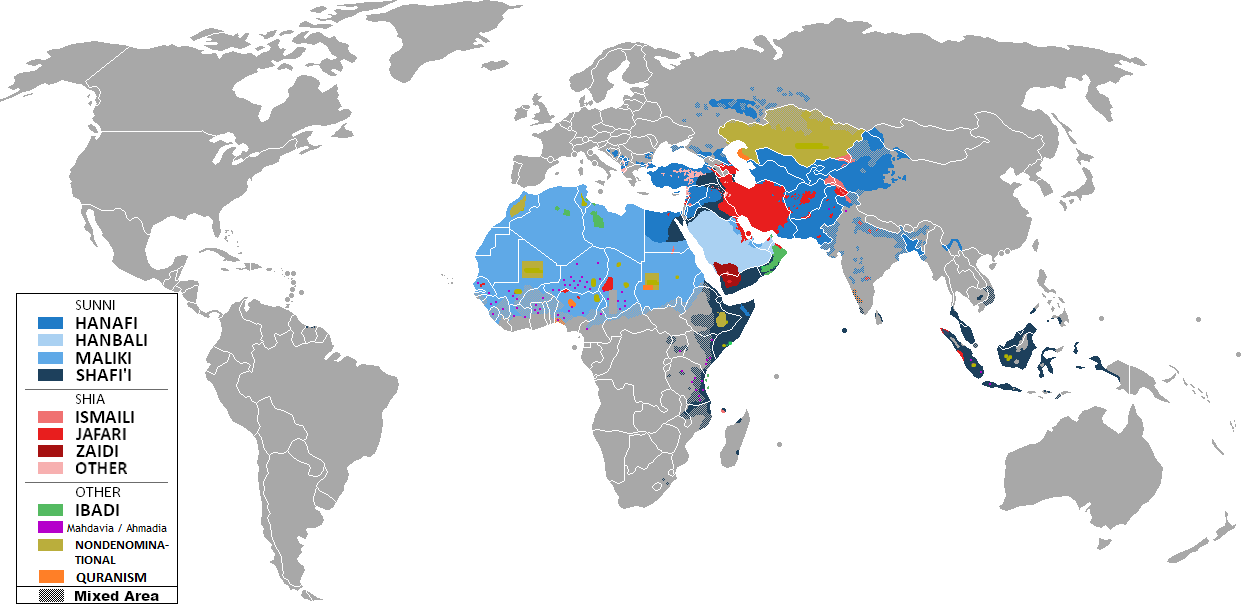
Scuole giuridiche islamiche

Nel Sunnismo si distinguono quattro principali scuole giuridico-religiose, le quali si differenziano tra loro sia per gli strumenti ermeneutici usati per l'interpretazione della Legge Coranica, sia nella ritualità adottata per il suo rispetto.
1. Hanafita: diffusa in Iran e Iraq dagli Abbasidi, poi fiqh ufficiale per gli Ottomani, oggi il più diffuso. Prevede un ampio ricorso alla valutazione personale del giurista (raʾy), alla consuetudine (ʿurf) e a valutazioni di opportunità.
2. Malikita: diffusa soprattutto nel Maghreb (un tempo anche in al-Andalus e nella Sicilia islamica), si basa sulle tradizioni e gli usi medinesi dei primi seguaci del Profeta (Sunna), procedendo per analogia (qiyās) e utilizzando criteri sussidiari quali la valutazione del bene comune.
3. Shafi'ta: riduce l'uso dell'analogia e dà più importanza alla Sunna, ma solo in quelle parti direttamente risalenti al Profeta. È diffusa in Bahrein, Yemen, India, Indonesia, Africa Orientale.
4. Hanbalita: ribadisce la supremazia dei testi sacri sul ragionamento personale, e rifiuta l'analogia come fonte del diritto.

Va tenuto presente che queste scuole giuridiche nell'islam, non sono altro che un impegno da parte delle varie scuole a seguire il profeta Maometto nel modo migliore, ma non sono fonti in sé. L'unica fonte a cui ritornano ed a cui deve ritornare ogni musulmano sono il Corano e la Sunna (detti e fatti del profeta islamico Maometto).

## Il diritto penale tradizionale islamico
Esistono tre categorie di reati nel diritto penale islamico dell'VIII-X secolo:
1. Ḥudūd (limiti, sing. ḥadd): per il quale il Corano prevede esplicitamente una pena
2. Qiṣāṣ (delitti di sangue): omicidio e ferimento, punito con compensazione o rappresaglia (legge del taglione)
3. Taʾzīr (altri crimini): usura, Gioco d'azzardo, omosessualità, spergiuro (discrezione del giudice)

Tra i reati-ḥadd si ritrovano:
1. Relazioni sessuali illecite (zināʾ)
2. Falsa accusa di zināʾ
3. Furto
4. Rapina a mano armata
5. Apostasia e blasfemia
6. Ribellione contro i governanti

Tali reati vengono considerati i più gravi (a differenza dell'omicidio) al fine della difesa della proprietà, della nuova religione nascente e dell'onore, in un contesto di transizione da una società nomade e poligamica ad una società sedentaria, urbanizzata e monogamica.
Condizioni per la condanna a pene-ḥadd:
1. testimonianza oculare di 4 uomini musulmani adulti
2. confessione ripetuta 4 volte di fronte a 4 giudici diversi, precisa e dettagliata, e ritrattabile in qualsiasi momento prima della pena.

Le pene variano inoltre in base allo status degli accusati: musulmani, sposati e uomini liberi sono soggetti a pene maggiori rispetto a non musulmani, non sposati e schiavi. Queste variazioni sono tutte incluse e dettagliate nel Corano e nella Sunna e non sono applicate al debole e perdonate al potente, anzi il profeta Maometto ha detto:
«Giuro per Colui che mantiene la mia anima, se mia figlia Fatima rubasse le taglierei la mano come comanda Dio»
Detto autentico riferito da Al-Bukhari (6788)
Questo non vuol dire che il profeta Maometto non amava sua figlia, anzi è il contrario, disse anche:
«Chi fa arrabbiare mia figlia Fatima fa arrabbiare me, e chi mi fa arrabbiare provoca di seguito l'ira di Allah».
Detto autentico riferito da Al-Bukhari (3523, 3556) e Muslim (2449)

## L'amministrazione della cosa pubblica (siyāsa sharʿiyya)
La definizione di “diritto musulmano”, spesso tradotto genericamente con il termine fiqh, riguarda indubbiamente «le parti di fiqh che sono veramente giuridiche dal punto di vista occidentale» [Schacht], tuttavia «comprende sia quello che per i musulmani è siyāsa sharʿiyya (amministrazione della cosa pubblica che non contraddica la Shari'a), sia alcuni istituti, tollerati solo in epoca tarda».
Il concetto di fiqh, infatti, esclude molte parti di quelle discipline che per gli occidentali rientrano nel diritto pubblico e nel diritto privato in quanto prive di riscontri sostanziali nel testo sacro; esempi di questo tipo sono la dottrina dello stato e del suo capo, molta parte del diritto amministrativo (cioè la siyasa shar'iyya), ecc. Le tre branche del diritto in discussione (costituzionale, amministrativo e internazionale) presentano un «carattere essenzialmente teoretico e fittizio» e possiedono una «intima connessione degli istituti che le compongono più con la storia politica degli stati islamici che con la storia del diritto musulmano».
Il sovrano dello Stato musulmano, tecnicamente detto imām, deve in primo luogo predisporre la società affinché si possano applicare le norme del fiqh e i giudici dei tribunali, qadi, possano svolgere la loro funzione giuridica. Tuttavia, nei casi in cui non vi sia una disciplina sciaraitica, ricade sull'imām la competenza esecutiva, in parte attribuitagli dalla Legge in maniera esplicita, laddove egli deve attuare le sentenze fondate sulle pene discrezionali (taʾzir) emesse dal qadi, e in parte ricollegata alla consuetudine locale, che va a colmare il vuoto normativo sciaraitico. In teoria, perciò, il califfo/imam «è rappresentante ed esecutore della legge e non può che osservarla quando essa è esplicita (nass). Quando la legge tace, al contrario, egli acquista maggior libertà d'azione; anche in questo caso egli non ha libertà assoluta, ma deve tornare ai detti e fatti dei compagni di Maometto e seguire i loro insegnamenti, come deve seguire anche gli insegnamenti dei sapienti che vennero dopo di loro (soprattutto quelli che sono vissuti nei primi 3 secoli a partire dalla vita di Maometto stesso), poiché egli disse:
«I migliori della mia comunità sono quelli della mia generazione, poi quelli che li seguono, e poi quelli che li seguono»
Detto autentico riferito da Al-Bukhari  (3/171) e Muslim (2651)

### Fonti tradotte in italiano
- Ibn Ishaq, Il "Mukhtasar"  o sommario di diritto malikita. vol. I: giurisprudenza religiosa (‘ibadāt); vol. II: diritto civile, penale, giudiziario, a cura di I. Guidi e D. Santillana, Hoepli, Milano 1919.
- Molla Hüsrev, Trattato sulla guerra. Il Kitāb al-ğihād di Molla Hüsrev, introduzione e traduzione di Nicola Melis, Aipsa, Cagliari 2002.

### Trattazioni classiche in italiano o tradotte
- T. W. Juynboll, Manuale di diritto musulmano secondo la dottrina della scuola sciafiita, Milano 1916
- D. Santillana, Istituzioni di diritto musulmano malichita con riguardo anche al sistema sciafiita, 2 voll. Roma 1926-38
- C. A. Nallino, Raccolta di scritti editi e inediti. vol. IV: Diritto musulmano, Istituto per l'Oriente, Roma 1942
- Abdu 'r-Rahim, I principi della giurisprudenza musulmana secondo le scuole hanafita, malikita, sciafiita e hanbalita, Roma 1922
- H. Lammens, Islam, credenze e istituzioni, Laterza, Bari 1948
- E. Bussi, Principi di diritto musulmano, Milano 1943
- A. D'Emilia, Scritti di diritto musulmano, Istituto per l'Oriente, Roma 1976

### Trattazioni più recenti, in italiano o tradotte
- J. Schacht, Introduzione al diritto musulmano, Ed. Fondazione Giovanni Agnelli, Torino 1995
- G. Caputo, Introduzione al diritto islamico, vol. I: concetti generali, il matrimonio, la famiglia, le successioni, Torino 1990
- A. Cilardo, Teorie sulle origini del diritto islamico, IPO, Roma 1990
- A. Cilardo, Diritto ereditario islamico delle scuole giuridiche ismailita e imamita. Casistica, Istituto Universitario Orientale, Napoli 1993
- A. Cilardo, Diritto ereditario islamico delle scuole giuridiche sunnite (hanafita, malikita, sciafiita, hanbalita) e delle scuole giuridiche zaydita, zahirita e ibadita, Istituto Universitario Orientale, Napoli 1996
- E. Varriale, La legge sacra. Diritto e religione nell'Islam, Caneggio 1986
- F. Castro, Lezioni di diritto musulmano, Cafoscarina, Venezia 1982
- F. Castro, Diritto musulmano, Torino 1990

### Trattazioni relative ad alcune tematiche particolari, giuridiche e economiche
- AA.VV., Il matrimonio tra cattolici e islamici. Atti del 32º Congresso di Diritto Canonico, Roma 4-7 settembre 2000, Città del Vaticano 2002
- G. Vercellin, Istituzioni del mondo musulmano, Einaudi, Torino 1996
- G. M. Piccinelli, Il sistema bancario islamico, Istituto per l'Oriente, Roma 1989
- G. M. Piccinelli, Le società di persone nei paesi arabi, IPO, Roma 1990
- B. Scarcia Amoretti, Profilo dell'economia islamica, Palermo 1988
- B. Scarcia Amoretti, Tolleranza e guerra santa nell'Islam, Sansoni, Firenze 1974
- V. Abagnara, Il matrimonio nell'Islam, Napoli 1996
- R. Aluffi-Peccoz, La modernizzazione del diritto di famiglia nei paesi arabi, Milano 1990
- S. Ferrari (a cura), L'Islam in Europa. Lo statuto giuridico delle comunità musulmane, il Mulino, Bologna 1996
- S. Ferrari (a cura), Musulmani in Italia. La condizione giuridica delle comunità islamiche, il Mulino, Bologna 2000
- M. Tedeschi, La presenza islamica nell'ordinamento giuridico italiano, Napoli 1996
- F. Ersilia, Introduzione alle regole alimentari islamiche, Istituto per l'Oriente, Roma 1995
- M. Chebel, La circoncisione, Catania 1993
- V. Chapra, Obiettivi dell'ordine economico islamico, Carmagnola 1979
- M. Rodinson, Islam e capitalismo, Einaudi, Torino 1968
- B. Pirone, Profilo della famiglia nell'Islam, Gerusalemme 1975
- A. Destro (a cura), La famiglia islamica, Bologna 1998
- Fondazione Agnelli (a cura), Dossier mondo islamico I: il dibattito relativo all'applicazione della shari'a, Torino 1995

### Trattazioni relative al tema dei diritti umani e delle minoranze
- A.M. Mayer, Islam and Human Rights, Boulder 1991
- M. A. Sinaceur, Tradition islamique et droits de l'homme, Parigi 1985
- A. Fattal, Le statut légal des non-musulmans en pays d'Islam, Beirut 1958
- Abu Sahlieh Sami Aldeeb, Les musulmans face aux droits de l'homme, Bochum 1994
- J.J. Nasir, Islamic Law and Personal Status, Lndon 1986
- A. H. Hourani, Minorities in the Arab World, London 1947
- Nicola Melis, “Lo statuto giuridico degli ebrei dell'Impero Ottomano”, in M. Contu – N. Melis - G. Pinna (a cura di), Ebraismo e rapporti con le culture del Mediterraneo nei secoli XVIII-XX, Giuntina, Firenze 2003.
- P. G. Donini, Le minoranze nel Vicino Oriente e nel Maghreb, Salerno 1985
- A. Pacini, L'Islam e il dibattito sui diritti dell'uomo, Torino 1998
- A. Pacini (a cura),Comunità cristiane nell'Islam arabo, Torino 1997
- G. Samir Eid, Arabi cristiani e arabi musulmani, Milano 1991
- A. Morigi et alii, La libertà religiosa nei paesi a maggioranza islamica. Rapporto 1998, Roma 1999

### Trattazioni di autori musulmani in italiano o tradotte
- Nicola Melis, Trattato sulla guerra. Il Kitab al-gihad di Molla Hüsrev, Aipsa, Cagliari 2002.
- K. Ahmad, La famiglia nell'ordine islamico, Centro Islamico, Milano 1985
- T. Ramadan, Essere musulmano europeo. Studio delle fonti islamiche alla luce del contesto europeo, Città aperta, Ed. Trina (EN) 2002
- M. Asad, Jihad, Parma 1980
- Centro Islamico (a cura), Il divieto alimentare per bevande alcoliche e carne di porco nell'Islam, Milano 1984
- Centro Islamico (a cura), Insegnamenti morali dell'islam, Milano 1987
- M. I. Ibrahim, L'islam e le teorie economiche odierne, Carmagnola 1980
- R. Pasquini, Codice alimentare islamico, Milano 1995
- R. Pasquini La famiglia nell'ordinamento islamico della società, Milano 1995